# Stari Lazi
 Stari Lazi  falu Horvátországban, a Tengermellék-Hegyvidék megyében. Közigazgatásilag Brod Moravicéhez tartozik.

## Fekvése
Fiumétól 44 km-re északkeletre, községközpontjától 4 km-re délnyugatra, a horvát Hegyvidék (Gorski kotar) területén fekszik.

## Története
A településnek 1857-ben 101, 1910-ben 131 lakosa volt. Trianonig Modrus-Fiume vármegye Delnicei járásához tartozott.
2011-ben 29 lakosa volt.

## Lakosság
| Lakosság változása | Lakosság változása | Lakosság változása | Lakosság változása | Lakosság változása | Lakosság változása | Lakosság változása | Lakosság változása | Lakosság változása | Lakosság változása | Lakosság változása | Lakosság változása | Lakosság változása | Lakosság változása | Lakosság változása | Lakosság változása |
| ------------------ | ------------------ | ------------------ | ------------------ | ------------------ | ------------------ | ------------------ | ------------------ | ------------------ | ------------------ | ------------------ | ------------------ | ------------------ | ------------------ | ------------------ | ------------------ |
| 1857               | 1869               | 1880               | 1890               | 1900               | 1910               | 1921               | 1931               | 1948               | 1953               | 1961               | 1971               | 1981               | 1991               | 2001               | 2011               |
| 101                | 95                 | 105                | 109                | 119                | 131                | 113                | 114                | 78                 | 87                 | 91                 | 94                 | 69                 | 44                 | 35                 | 29                 |

## Nevezetességei
Szent József tiszteletére szentelt temploma.